# 654

## Esdeveniments
- Es publica el Liber Iudiciorum de Recesvint -rei visigot-, com font única de tot dret i que deroga el dret romà.

## Naixements
- Teodoric III, rei de Nèustria i Borgonya

## Necrològiques
- Kōtoku, emperador del Japó.